# Мост Суаде и Олге
Мост Суаде и Олге је друмски и пешачки мост у Сарајеву, главном граду Босне и Херцеговине. Налази се у насељу Маријин двор и обухвата ријеку Миљацку. Први записи о мосту на овом месту датирају из 18. века. До 1996. године званично се звао Врбања мост, пошто је Врбања старо и традиционално име за подручје на којем је мост подигнут.
Мост је добио међународну пажњу током опсаде Сарајева у рату у Босни (1992-1995).

## Датуми и локација
Дугачак је око 40 метара, широк 18 метара и обухвата Миљацку, која је на овом месту широка око 28 метара, у правцу север-југ. На јужној обали, Загребачка улица са четири траке иде запад-исток од насеља Грбавица до моста и одатле Терезијином улицом до познатог тржног центра Скендерија. На северној обали, трокрака једносмерна улица Вилсоново шеталиште такође иде у правцу запад-исток до прелаза на мосту и одатле у улици Котроманица. У правцу север-југ, улица Врбања, дужине око 250 м, иде од моста до главне сарајевске магистрале Змаја од Босне.
Сам мост има четири траке, са по две траке у сваком смеру. Са обе стране постоји и тротоар за пешаке.

## Мост током опсаде Сарајева (1992–1995)
У раним поподневним сатима 5. априла 1992. године, 23-годишња Суада Дилберовић и 34-годишња Олга Сучић погинуле су на мосту од снајперске ватре у насељу Ковачићи. Две жене су биле на путу са другим демонстрантима на мировне демонстрације у предњем дворишту парламента. Још један демонстрант је погинуо на мосту, а четворо је повређено. Убрзо након тога (4:00 часова), снајперисти из рејона Враца отворили су ватру на западни суседни мост (данас Мост Хамдије Чемерлића), ранивши једног цивила тако тешко да је касније преминуо у болници. Незастрашени овим, демонстранти су ушли у зграду парламента и прогласили је „отвореним народним парламентом“. Током поподнева на мировне демонстрације  стигло је све више становника који су током ноћи заузели парламент, због чега је Радован Караџић наредио затварање неких делова града. Када је Караџић добио информацију да окупљена гомила размишља о маршу мира у област Враца у којој доминирају Срби, запретио је даљом употребом ватреног оружја у случају уласка на „српску територију“. Иако марш није одржан, снајперисти из хотела „Холидеј Ин” преко пута парламента су око 14 часова отворили ватру на мировне демонстрације, при чему је повређено седам особа. Хотел је у то време био главно седиште Српске демократске странке. Хапшење наводних српских починилаца од стране босанске полиције довело је до напада на полицијску академију од стране српских паравојних формација и подизања барикада. Убиство две жене на мосту босанска и хрватска страна протумачили су као окидач за непријатељства у Сарајеву. У знак сећања на овај догађај, мост је отворен 6. априла 1996. године као Мост Суаде Дилберовић, а преименован је у Мост Суаде и Олге децембра 1999. године.
Током накнадне опсаде града од стране трупа Војске Републике Српске (ВРС), линија фронта је привремено ишла поред моста, одвајајући округ Грбавица под српском контролом од центра града који је држала БиХ. Прелазак преко моста сматрао се опасним по живот, снајперисти су доминирали тим подручјем и пуцали неселективно на пролазнике. Касније су са обе стране моста постављени пунктови УН.
Дана 19. маја 1993. године, 25-годишњи Србин Бошко Бркић и његова девојка Бошњакиња Адмира Исмић истог узраста хтели су да напусте опкољени град преко овог моста када је изненада снајпериста пуцао на пар и Бркић је погинуо на мосту. Адмира је такође погођена, она је допузала до повређене пријатељице и умрла око 15 минута касније. Њихова тела су могла да буду преузета тек после седам дана због претњи снајперима. Догађај су снимиле међународне сниматељске екипе и он је објављен у бројним медијима, углавном захваљујући извештавању Курта Шорка. Пар је постао симбол страдања народа на обе стране због свог мешовитог етничког порекла и жеље да побегну из опкољеног града. Телевизијске станице Пи-Би-Си, Си-Би-Си, НФБ и ВДР обрадиле су догађаје у документарном филму "Ромео и Јулија у Сарајеву", који је добио награду Алфред Дупонт. Амерички певач Бил Меден написао је песму "Бошко и Адмира" за догађај, а певачица Џил Собул песму "Vrbana Bridge".
Дана 3. октобра 1993. године италијански мировни активиста и оперативац УН Габријеле Морено Локатели убијен је од стране снајпера док је прелазио мост са четворицом пратилаца и заставом мира у руци. Овај догађај инспирисао је документарац редитеља Ђанкарла Бокија Morte di un pacifista (Смрт пацифисте), а по њему је названа једна улица у Сарајеву (Улица Габријеле Морено Локатели).
Цивили су наставили да гину на мосту и близу њега; па је 16. фебруара 1994. фабрички радник Ибрахим Осмић убијен из снајпера док је прелазио мост.
Мост је још више на гласу стекао званичном првом борбеном акцијом копнених трупа УН против војника Војске Републике Српске. Дана 27. маја 1995. године, српски војници у француским униформама без борбе су заузели два пункта УН са обе стране моста и заробили 12 француских војника УН. Као одговор, француске јединице упали су у један од два пункта УН у узвратном нападу и поново га заузеле након жестоке размене ватре. Четири српска војника су убијена, а четири заробљена. Французи су имали двоје мртвих и 17 рањених, укључујући петоро тешко рањених.